# Coupe du monde de bobsleigh 2019-2020
Navigation
Édition précédente Édition suivante
La coupe du monde de bobsleigh 2019-2020 est la 36e édition de la Coupe du monde de bobsleigh, compétition de bobsleigh organisée annuellement par la Fédération internationale de bobsleigh et de tobogganing.
Elle se déroule entre le 7 décembre 2019 et le 16 février 2020 sur 8 étapes organisées en Amérique du Nord et en Europe en coopération avec la Coupe du monde de skeleton.

## Programme de la saison
La saison commence à Park City aux États-Unis et s'achève en Lettonie a Sigulda. Les championnats du monde auront lieu entre le 21 février et le 1er mars.
| \| Lake Placid Park City \| Sites des compétitions en Amérique du Nord |
| Lake Placid Park City                                                  |

| Lake Placid Park City |

| \| Sigulda Königssee Winterberg La Plagne St Moritz Igls \| Sites des compétitions en Europe |
| Sigulda Königssee Winterberg La Plagne St Moritz Igls                                        |

| Sigulda Königssee Winterberg La Plagne St Moritz Igls |

Lors de ces 8 week-end de compétition, une épreuve masculine par 2, une épreuve féminine par 2 et une épreuve masculine par 4 sont organisées. Néanmoins, il n'y a pas d'épreuve par 4 à Sigulda et laisse place à deux épreuves par 2 masculine. L'inverse se produit sur l'étape de Winterberg.

## Attribution des points
Les manches de Coupe du monde donnent lieu à l'attribution de points, dont le total détermine le classement général de la Coupe du monde.
Ces points sont attribués selon cette répartition :
| Place  | 1   | 2   | 3   | 4   | 5   | 6   | 7   | 8   | 9   | 10  | 11  | 12  | 13  | 14  | 15  | 16 | 17 | 18 | 19 | 20 | 21 | 22 | 23 | 24 | 25 | 26 | 27 | 28 | 29 |
| ------ | --- | --- | --- | --- | --- | --- | --- | --- | --- | --- | --- | --- | --- | --- | --- | -- | -- | -- | -- | -- | -- | -- | -- | -- | -- | -- | -- | -- | -- |
| Points | 225 | 210 | 200 | 192 | 184 | 176 | 168 | 160 | 152 | 144 | 136 | 128 | 120 | 112 | 104 | 96 | 88 | 80 | 74 | 68 | 62 | 56 | 50 | 45 | 40 | 36 | 32 | 28 | 24 |

## Classements généraux[1]
| Rang | Nom                 | Points |
| ---- | ------------------- | ------ |
| 1    | Francesco Friedrich | 1530   |
| 2    | Oskars Ķibermanis   | 1478   |
| 3    | Justin Kripps       | 1466   |
| 4    | Michael Vogt        | 1216   |
| 5    | Romain Heinrich     | 1168   |

| Rang | Nom                 | Points |
| ---- | ------------------- | ------ |
| 1    | Francesco Friedrich | 1686   |
| 2    | Johannes Lochner    | 1649   |
| 3    | Justin Kripps       | 1603   |
| 4    | Oskars Ķibermanis   | 1524   |
| 5    | Hunter Church       | 1352   |

| Rang | Nom                 | Points |
| ---- | ------------------- | ------ |
| 1    | Francesco Friedrich | 3216   |
| 2    | Justin Kripps       | 3069   |
| 3    | Oskars Ķibermanis   | 3002   |
| 4    | Stulnev Alexey      | 2432   |
| 5    | Michael Vogt        | 2324   |

| Rang | Nom                 | Points |
| ---- | ------------------- | ------ |
| 1    | Stephanie Schneider | 1611   |
| 2    | Mariama Jamanka     | 1573   |
| 3    | Christine de Bruin  | 1514   |
| 4    | Kaillie Humphries   | 1484   |
| 5    | Nadezhda Sergeeva   | 1353   |

## Calendrier
| 1. Lake Placid (7 et 8 décembre 2019) |                                                  |                                               |                                     |
| Épreuve                               | Vainqueur                                        | Deuxième                                      | Troisième                           |
| Bob à 2 - Hommes (1)                  | Allemagne Johannes Lochner Florian Bauer         | Allemagne Francesco Friedrich Thorsten Margis | Canada Justin Kripps Ben Coakwell   |
| Bob à 2 - Hommes (2)                  | Allemagne Francesco Friedrich Alexander Schüller | Allemagne Johannes Lochner Christian Rasp     | Canada Justin Kripps Cameron Stones |
| Bob à 2 - Femmes                      | États-Unis Kaillie Humphries Lauren Gibbs        | Allemagne Stephanie Schneider Lisette Thoene  | Allemagne Kim Kalicki Vanessa Mark  |

| 2. Lake Placid (14 et 15 décembre 2019) |                                                              |                                                                           |                                                                            |
| Épreuve                                 | Vainqueur                                                    | Deuxième                                                                  | Troisième                                                                  |
| Bob à 4 - Hommes (1)                    | Canada Justin Kripps Ryan Sommer Ben Coakwell Cameron Stones | Lettonie Oskars Ķibermanis Lauris Kaufmanis Matīss Miknis Arvis Vilkaste  | Autriche Benjamin Maier Marco Rangl Markus Sammer Dănuț Moldovan           |
| Bob à 4 - Hommes (2)                    | Canada Justin Kripps Ryan Sommer Ben Coakwell Cameron Stones | Allemagne Johannes Lochner Florian Bauer Christopher Weber Christian Rasp | Allemagne Francesco Friedrich Candy Bauer Martin Grothkopp Thorsten Margis |
| Bob à 2 - Femmes                        | États-Unis Kaillie Humphries Lauren Gibbs                    | Allemagne Kim Kalicki Erline Nolte                                        | Canada Christine de Bruin Kristen Bujnowski                                |

| 3. Winterberg (4 et 5 janvier 2020) |                                                                              |                                                                              |                                                                          |
| Épreuve                             | Vainqueur                                                                    | Deuxième                                                                     | Troisième                                                                |
| Bob à 4 - Hommes (1)                | Allemagne Francesco Friedrich Candy Bauer Alexander Schüller Thorsten Margis | Allemagne Nico Walther Paul Krenz Joshua Bluhm Eric Franke                   | Lettonie Oskars Ķibermanis Lauris Kaufmanis Matīss Miknis Arvis Vilkaste |
| Bob à 4 - Hommes (2)                | Allemagne Johannes Lochner Florian Bauer Christopher Weber Christian Rasp    | Allemagne Francesco Friedrich Candy Bauer Alexander Schüller Thorsten Margis | Allemagne Nico Walther Paul Krenz Kevin Korona Eric Franke               |
| Bob à 2 - Femmes                    | Allemagne Stephanie Schneider Kira Lipperheide                               | Allemagne Mariama Jamanka Annika Drazek                                      | Allemagne Laura Nolte Deborah Levi                                       |

| 4. La Plagne (11 et 12 janvier 2020) |                                                                              |                                                                           |                                                                          |
| Épreuve                              | Vainqueur                                                                    | Deuxième                                                                  | Troisième                                                                |
| Bob à 2 - Hommes                     | Allemagne Francesco Friedrich Alexander Schüller                             | Lettonie Oskars Ķibermanis Matīss Miknis                                  | Suisse Michael Vogt Sandro Michel                                        |
| Bob à 4 - Hommes                     | Allemagne Francesco Friedrich Candy Bauer Alexander Schüller Thorsten Margis | Allemagne Johannes Lochner Florian Bauer Christopher Weber Christian Rasp | Lettonie Oskars Ķibermanis Lauris Kaufmanis Matīss Miknis Arvis Vilkaste |
| Bob à 2 - Femmes                     | Allemagne Laura Nolte Deborah Levi                                           | Canada Christine de Bruin Kristen Bujnowski                               | Allemagne Stephanie Schneider Leonie Fiebig                              |

| 5. Igls (18 et 19 janvier 2020) |                                                                               |                                                                           |                                                                       |
| Épreuve                         | Vainqueur                                                                     | Deuxième                                                                  | Troisième                                                             |
| Bob à 2 - Hommes                | Allemagne Francesco Friedrich Thorsten Margis                                 | Royaume-Uni Brad Hall Greg Cackett                                        | Allemagne Richard Ölsner Tobias Schneider                             |
| Bob à 4 - Hommes                | Allemagne Francesco Friedrich Candy Bauer Martin Grothkopp Alexander Schüller | Allemagne Johannes Lochner Florian Bauer Christopher Weber Christian Rasp | États-Unis Hunter Church Joshua Williamson James Reed Kristopher Horn |
| Bob à 2 - Femmes                | Allemagne Mariama Jamanka Annika Drazek                                       | Allemagne Laura Nolte Erline Nolte                                        | États-Unis Kaillie Humphries Sylvia Hoffman                           |

| 6. Königssee (25 et 26 janvier 2020) |                                                                               |                                                                            |                                                              |
| Épreuve                              | Vainqueur                                                                     | Deuxième                                                                   | Troisième                                                    |
| Bob à 2 - Hommes                     | Allemagne Francesco Friedrich Thorsten Margis                                 | Canada Justin Kripps Cameron Stones                                        | Allemagne Nico Walther Malte Schwenzfeier                    |
| Bob à 4 - Hommes                     | Allemagne Francesco Friedrich Candy Bauer Martin Grothkopp Alexander Schüller | Allemagne Johannes Lochner Benedikt Hertel Christopher Weber Florian Bauer | Canada Justin Kripps Ryan Sommer Ben Coakwell Cameron Stones |
| Bob à 2 - Femmes                     | États-Unis Kaillie Humphries Sylvia Hoffman                                   | Allemagne Laura Nolte Erline Nolte                                         | Allemagne Stephanie Schneider Ann-Christin Strack            |

| 7. Saint-Moritz (1 et 2 février 2020) |                                                              |                                                                          |                                                                             |
| Épreuve                               | Vainqueur                                                    | Deuxième                                                                 | Troisième                                                                   |
| Bob à 2 - Hommes                      | Allemagne Johannes Lochner Christopher Weber                 | Allemagne Francesco Friedrich Thorsten Margis                            | Lettonie Oskars Ķibermanis Matīss Miknis                                    |
| Bob à 4 - Hommes                      | Canada Justin Kripps Ryan Sommer Cameron Stones Ben Coakwell | Lettonie Oskars Ķibermanis Lauris Kaufmanis Matīss Miknis Arvis Vilkaste | Allemagne Johannes Lochner Florian Bauer Christopher Weber Tobias Schneider |
| Bob à 2 - Femmes                      | États-Unis Kaillie Humphries Lauren Gibbs                    | Allemagne Mariama Jamanka Kira Lipperheide                               | Allemagne Stephanie Schneider Leonie Fiebig                                 |

| 8. Sigulda (14 au 16 février 2020) |                                          |                                                |                                             |
| Épreuve                            | Vainqueur                                | Deuxième                                       | Troisième                                   |
| Bob à 2 - Hommes (1)               | Lettonie Oskars Ķibermanis Matīss Miknis | Allemagne Francesco Friedrich Martin Grothkopp | Canada Justin Kripps Ben Coakwell           |
| Bob à 2 - Hommes (2)               | Lettonie Oskars Ķibermanis Matīss Miknis | Suisse Simon Friedli Gregory Jones             | Canada Justin Kripps Samuel Giguère         |
| Bob à 2 - Femmes                   | Russie Nadezhda Sergeeva Elena Mamedova  | Roumanie Andreea Grecu Ioana Gheorghe          | Allemagne Stephanie Schneider Lisette Thöne |

|                                                                               |  |  |  |  |  |  |
| Altenberg Championnats du monde de la FIBT 2020 (21 février au 1er mars 2020) |  |  |  |  |  |  |
|                                                                               |  |  |  |  |  |  |